# MPS Group Championships 2010
L'MPS Group Championships 2010 è stato un torneo di tennis giocato su campi sulla terra verde. È stata la 31ª edizione dell'MPS Group Championships, che fa parte della categoria International nell'ambito del WTA Tour 2010. Si è giocato al Sawgrass Country Club di Ponte Vedra Beach in Florida, dal 5 al 12 aprile 2010.

## Partecipanti

### Teste di serie
| Giocatore                | Nazionalità | Ranking* | Testa di Serie |
| ------------------------ | ----------- | -------- | -------------- |
| Caroline Wozniacki       | Danimarca   | 2        | 1              |
| Al'ona Bondarenko        | Ucraina     | 25       | 2              |
| Dominika Cibulková       | Slovacchia  | 28       | 3              |
| Elena Vesnina            | Russia      | 34       | 4              |
| Anastasija Pavljučenkova | Russia      | 35       | 5              |
| Aleksandra Wozniak       | Canada      | 38       | 6              |
| Virginie Razzano         | Francia     | 39       | 7              |
| Melanie Oudin            | Stati Uniti | 42       | 8              |

- Ranking del 22 marzo 2010.

### Altre partecipanti
Giocatrici che hanno ricevuto una Wild card:
- Carly Gullickson
- Ayumi Morita
- Sloane Stephens

Giocatrici passate dalle qualificazioni:
- Sophie Ferguson
- Sesil Karatančeva
- Bethanie Mattek-Sands
- Anna Tatišvili

## Campionesse

### Singolare
Caroline Wozniacki ha battuto in finale  Ol'ga Govorcova con il punteggio di 6–2, 7–5
- È stato il 1º titolo dell'anno per Caroline Wozniacki il 7° della sua carriera e il 2º titolo in questo torneo.

### Doppio
Bethanie Mattek-Sands /  Yan Zi hanno battuto in finale  Chuang Chia-jung /  Peng Shuai 4–6,6-4,[10-8]